# Born This Way (canção)
"Born This Way" é uma canção gravada pela cantora e compositora norte-americana Lady Gaga. Previamente anunciada na cerimónia dos MTV Video Music Awards de 2010, foi lançada para download digital a 11 de Fevereiro de 2011 pela editora Interscope Records como o lead single do seu segundo álbum de estúdio, Born This Way (2011). A faixa foi composta e produzida pela artista e por Jeppe Laursen, com o auxílio de Fernando Garibay e DJ White Shadow na produção e arranjos. Desenvolvida enquanto a cantora estava na estrada a meio dos concertos da The Monster Ball Tour, as suas letras falam sobre o amor e a igualdade na sociedade. A MTV chamou a música de "o hino dos marginalizados". Inspirada pelas músicas de emancipação feminina e homossexual dos anos 90, a cantora explicou que "Born This Way" é a sua canção de liberdade.
"Born This Way" recebeu críticas diversas, sendo descrita como um "hino de discoteca", embora tenha sido criticada por apresentar semelhanças com "Express Yourself", êxito da cantora Madonna lançado em 1989. Nos Estados Unidos, tornou-se no terceiro single de Gaga a atingir o topo da Billboard Hot 100. Além disso, foi a milésima canção a alcançar o topo da tabela e a primeira em mais de 13 anos a estrear no topo e permanecer nesta posição por mais de duas semanas, totalizando seis semanas consecutivas no posto. Teve um sucesso enorme nos EUA e maior ainda no mundo, tendo se posicionado no número um em mais de 20 regiões diferentes, incluindo a Austrália, o Canadá, a Nova Zelândia e o Reino Unido. Tornou-se no single com a venda mais rápida da história da loja digital iTunes Store, vendendo mais de um milhão de cópias em seus primeiros cinco dias de comercialização, um recorde que foi quebrado por Taylor Swift em Setembro de 2012. Até Junho do mesmo ano, a canção já havia vendido mais de 3,7 milhões de unidades digitais nos EUA e 8,2 milhões de unidades no mundo, entrando na lista dos singles mais vendidos no mundo.
"Born This Way" foi apresentada por Gaga na cerimónia dos Grammy Awards de 2011, onde saiu de uma espécie de ovo. A música foi também interpretada durante a última etapa da The Monster Ball Tour na América do Norte e em vários programas de televisão, tais como o Saturday Night Live, o Good Morning America e o The Tonight Show with Jay Leno. Vários outros intérpretes fizeram suas versões de "Born This Way". Estes incluem Katy Perry, Madonna, Alice Cooper e o elenco da série de televisão Glee. A jovem Maria Aragon virou uma sensação da internet e ganhou proeminência por publicar a sua versão no YouTube. Uma vasta gama de remixes foram produzidos para a faixa, incluindo a versão Country Road, que é interpretada por Gaga, e um do duo indiano Salim e Sulaiman Merchant.
O vídeo musical foi dirigido pelo fotógrafo Nick Knight e filmado entre 22 a 24 de Janeiro de 2011 em Nova Iorque. Com duração de mais de sete minutos, foi lançado a 28 de Fevereiro no perfil oficial do Vevo da cantora. Ele inicia com o "Manifesto da Mother Monster", em que Gaga fala sobre uma nova espécie que nasceu sem preconceitos, e conclui-se com a visão de uma cidade povoada por esta nova sociedade. Críticos notaram referências culturais e semelhanças a trabalhos de Madonna, Michael Jackson, Björk e o falecido estilista britânico Alexander McQueen, bem como à mitologia greco-romana e ao surrealismo.

## Antecedentes e lançamento
"Quero escrever o meu hino de esta-sou-eu, mas não quero que ele seja escondido na magia poética e em metáforas. Quero que seja um ataque sobre o por que penso que especialmente na música de hoje, por vezes tudo fica meio deslavado e a mensagem fica escondida na letra. Voltando aos anos 90, quando Madonna, En Vogue, Whitney Houston e TLC faziam música bastante estimulante para as mulheres, a comunidade homossexual e todo tipo de comunidades estavam marginalizadas, as letras e as melodias eram muito pungentes e muito espirituais, e eu disse: 'Esse é o tipo de gravação que preciso fazer. Essa é a gravação que vai abalar a indústria. [...] Qualquer um poderia cantar 'Born This Way'. Poderia ter sido qualquer um."

— Gaga explicando a inspiração por detrás de "Born This Way".
Composta em dez minutos nas cidades inglesas de Liverpool e Manchester, "Born This Way" foi a primeira canção a ser escrita para o segundo álbum de estúdio de Gaga, e foi gravada enquanto a cantora se apresentava na digressão The Monster Ball em 2010. "Nós gravámo-la em todo o mundo, na estrada, em qualquer coisa que estivesse disponível," comentou DJ White Shadow, co-produtor da faixa. Segundo a artista, "é uma canção com uma mensagem completamente mágica" e permitiu-lhe continuar a escrever músicas para o projecto. "O maior desafio ao escrever 'Born This Way' é que eu tive de me tornar confiante e segura de mim mesma. Eu tive que deixar minha insegurança para trás... Quaisquer cicatrizes residuais para trás. Passei dois anos a mergulhar em minhas feridas. 'Born This Way' é quem eu sou. Uma artista em um constante estado de fantasia/realidade em todos os momentos," expressou a cantora acerca do processo de composição na websérie Transmission Gagavision. Em Maio de 2021, enquanto celebrava o décimo aniversário do seu segundo álbum de estúdio, Gaga revelou que sentiu-se inspirada em Carl Bean e sua música "I Was Born This Way" (1977) enquanto compunha "Born This Way", um processo comparado por si à Concepção Imaculada. A personalidade Perez Hilton, uma das primeiras pessoas a ouvir a faixa, sentiu um forte apelo homossexual nela e descreveu-a como uma "música universal que pode se relacionar com todos." O cantor britânico Elton John ressaltou o sentimento, declarando "Born This Way" como o "hino que irá obliterar 'I Will Survive'."
A canção foi anunciada pela primeira vez por Gaga após vencer na categoria Vídeo do Ano nos prémios de vídeos musicais da MTV em 2010. Mais informações, como as letras e data de lançamento, foram sendo partilhadas pela artista através do Twitter. Porém, a data de lançamento foi antecipada em dois dias pois a cantora "já não aguentava mais esperar." Assim, "Born This Way" foi enviada às estações de rádio de música popular e disponibilizada para vendas a 11 de Fevereiro de 2011.
A capa do single foi divulgada a 8 de Fevereiro. Nela, Gaga aparece nua em preto-e-branco, mostrando as suas costas tatuadas enquanto apresenta maquilhagem pesada na face, dois cornos nas pontas da sua testa e saliências afiadas no seu ombro; o seu cabelo parece soprado pelo ar. O colunista Charlie Ämter, do The Hollywood Reporter, comparou-a "às capas clássicas de música disco da década de 80, ou até da década de 70," enquanto Bill Lamb comparou-a à capa de Young Americans de David Bowie e enalteceu o "sentimento de vulnerabilidade adicionado pela falta de roupas" na sua análise para o About.com. Tanner Stransky elogiou o olhar "animalesco [...] total e completamente feroz" da artista na capa na sua resenha para a Entertainment Weekly, assim como Nicole Eggenberger, que vangloriou "penteado lindo" da cantora na sua opinião para a revista OK!.

## Estrutura musical e conteúdo
"Born This Way" foi composta e produzida por Gaga e Jeppe Laursen, com o auxílio de DJ White Shadow e Fernando Garibay nos arranjos e produção. A música foi mixada nos estúdios Abbey Road, Londres, e nos estúdios Germano, Nova Iorque. A canção, influenciada por batidas de discoteca, começa com a voz de Gaga proferindo a frase "It doesn't matter if you love him or capital H-I-M" em um loop, apoiado por um som estrondoso de sintetizador e um zumbido baixo. À medida que a sintetização muda para uma batida, Gaga entoa o primeiro verso: "My mama told me when I was young/We are all born superstars". O baixo termina e ela então entra rapidamente no refrão, "I'm beautiful in my way, 'cause God makes no mistakes/I'm on the right track, baby, I was born this way", que Jocelyn Vena, da MTV, achou que foi "feito para ser ouvido em um espaço grande. É rápido e contundente." O refrão é apoiado pelo som de um instrumento de percussão. Após isto, ela canta a frase "Don't be a drag, Just be a queen" um número de vezes por cima de batidas de palmas, antes de passar para o segundo verso. Um interlúdio se segue, que Sal Cinquemani, da Slant Magazine, considerou ser uma mistura da música de Glee e da canção "There But For the Grace of God Go I" (1979) da banda Machine. A música desvanece-se por um momento, quando a artista canta a capella, antes da adição de um órgão. A cantora fecha a música com sua voz bem suave. De acordo com a partitura publicada no Musicnotes.com pela Sony/ATV Music Publishing, "Born This Way" é definida no compasso de tempo comum, com uma dança no ritmo moderado de 120 batidas por minuto. A canção foi escrita na tonalidade de Si maior, com a voz da intérprete abrangendo os nós dos tons de Fá♯3 à Dó♯5. "Born This Way" segue uma sequência básica de Dó♯5-Fá♯5-Mi5-Si5 nos versos e Fá♯5-Fá♯-Mi-Si-Si-Mi-Dó♯7 no refrão.
Os versos da canção falam sobre poder, enquanto o refrão fala sobre não inventar desculpas e aceitação própria. Em uma parte da música, são apresentados nomes de comunidades LGBT, algo que Gaga afirmou ser a sua decisão de "colocar o meu dinheiro exactamente onde minha boca está. Os monstrinhos em todo o mundo, bem como a comunidade homossexual, têm sido tremendamente favoráveis ao longo dos anos e eu em troca tenho estado a apoiar. Vamos chamar os bois pelos nomes. Não é como se The Fame e The Fame Monster visitassem essas comunidades, não directamente. Esta é a minha chance de criar algo que não é apenas suporte da minha convicção política e social, não apenas para a comunidade homossexual, mas para todos... Esta é também a minha chance de dizer artisticamente: 'Eu não estou segura com esta gravação.' Eu não estou tentando ganhar novos fãs. Eu amo os fãs que já tenho, e isto é para eles."

## Remixes
O primeiro conjunto de remixes foi feito por LA Riots, Chew Fu e DJ White Shadow. Intitulado Born This Way – The Remixes Part 1, os remixes foram lançados em CD single e download digital a 15 de Março de 2011. Um outro conjunto foi produzido por Michael Woods, Grum, Dada Life, Zedd, Bimbo Jones e Twin Shadow, cujo remix foi incluido no álbum Born This Way: The Remix (2011). Foi lançado a 29 de Março de 2011 apenas em formato digital, sob o nome Born This Way – The Remixes Part 2. Gaga também lançou a Versão Country Road de "Born This Way" a 15 de Março, através do Twitter. A versão abre com o som de guitarras e depois introduz um slide guitar e um chiado de uma harmónica, com as batidas originais de música disco sendo substituídas por outras contidas em uma percussão e uma vibração mais descontraída. Uma vez iniciado o primeiro refrão, a canção continua em som ao vivo, com bateria lacónica e harmónica. Pouco antes de chegar aos três minutos, Gaga mistura algumas novas letras: "If I wanna make it country, baby, then it's OK, cuz I was born, I was born, I was born this way", sobre mandolim seleccionado. "From London, Paris, Japan back to USA/I was born on the road, I was born to be brave", ela acrescenta, enquanto a canção avança para o country rock. Uma parte do lucro ganho com as vendas da Versão Country Road foi para a organização Gay, Lesbian and Straight Education Network (GLSEN).
A 25 de Março de 2011, um remix exclusivo de "Born This Way" produzido por Starsmith foi incluido na compilação Songs for Japan. A versão de Bollywood de "Born This Way" foi produzida pelo duo indiano Salim e Sulaiman Merchant e lançada a 11 de Abril de 2011. O remix apresenta a voz de Salim e foi lançado no DesiHits.com, um sítio para música sul-asiática e notícias de entretenimento. Os produtores tinham estado em conversações com Anjula Acharia-Bath, do DesiHits.com, quando souberam que Gaga, que não tem muito público dentro da diáspora indiana, estava interessada em um remix de Bolywood para a gravação. Os Merchants foram contactados pelo gerente de Gaga, Troy Carter, e a versão foi finalizada. Sulaiman explicou: "Foram-nos enviados os seus vocais crus, e com isso nós projetamos uma faixa totalmente nova. Não houve uma apresentação. Enviamos um esboço da nossa composição para feedback inicial sobre se estávamos dando-lhe o groove certo. Ela amou-o e foi assim que continuamos nisso." Os Merchant usaram um número de instrumentos musicais indígenas, como o dugi, a sitar por Sunil Das, e também o dhol e o dholak no refrão. Sulaiman disse à Jocelyn Vena, da MTV News:
"Tem sido uma faixa tão grande, tem sido muito popular, e quando você considera o estilo, ela é muito agressiva. Ela tem todo o material que é necessário para torná-la numa faixa boa de discoteca, então para nós, a coisa mais importante foi: Como você põe-a em uma zona onde é palpável ao sabor indiano? E a primeira coisa que fizemos foi trazer uma sitar, que mudou o sabor um pouco. Mantivemos a agressividade, mas mudamos o estilo e isso fez dela um pouco mais terra-a-terra, um pouco mais house."
A gestão de Gaga ficou satisfeita com o remix do duo e quis que eles fizessem um remix para "Judas". O remix de Bollywood de "Born This Way" foi incluso na edição indiana de Born This Way.

## Recepção

### Crítica profissional
| Críticas profissionais | Críticas profissionais |
| Avaliações da crítica  | Avaliações da crítica  |
| Fonte                  | Avaliação              |
| ---------------------- | ---------------------- |
| Billboard              | (positiva)             |
| Chicago Tribune        | (positiva)             |
| Digital Spy            | [ 41 ]                 |
| Forbes                 | (positiva)             |
| The Guardian           | (positiva)             |
| The Hollywood Reporter | (mista)                |
| People                 | (positiva)             |
| Rolling Stone          | [ 46 ]                 |
| Slant Magazine         | (positiva)             |
| Time                   | (mista)                |

"Por que eu iria lançar uma música para ficar a ser falada por todos? Isso é retardado. Eu vou olhar nos seus olhos e dizer-lhe que não sou burra ou idiota o suficiente para pensar que você é burro ou imbecil o suficiente para não ver que eu teria roubado uma melodia. Se você colocar as canções lado a lado, as semelhanças são apenas a progressão de acordes. É a mesma que foi usada na música disco dos últimos 50 anos. Só porque sou a primeira maldita artista em 25 anos a pensar em colocá-la no Top 40 das rádios não significa que sou uma plagiadora, isso significa que sou muito esperta. Desculpe."

— Gaga a defender-se das comparações entre "Born This Way" e "Express Yourself".

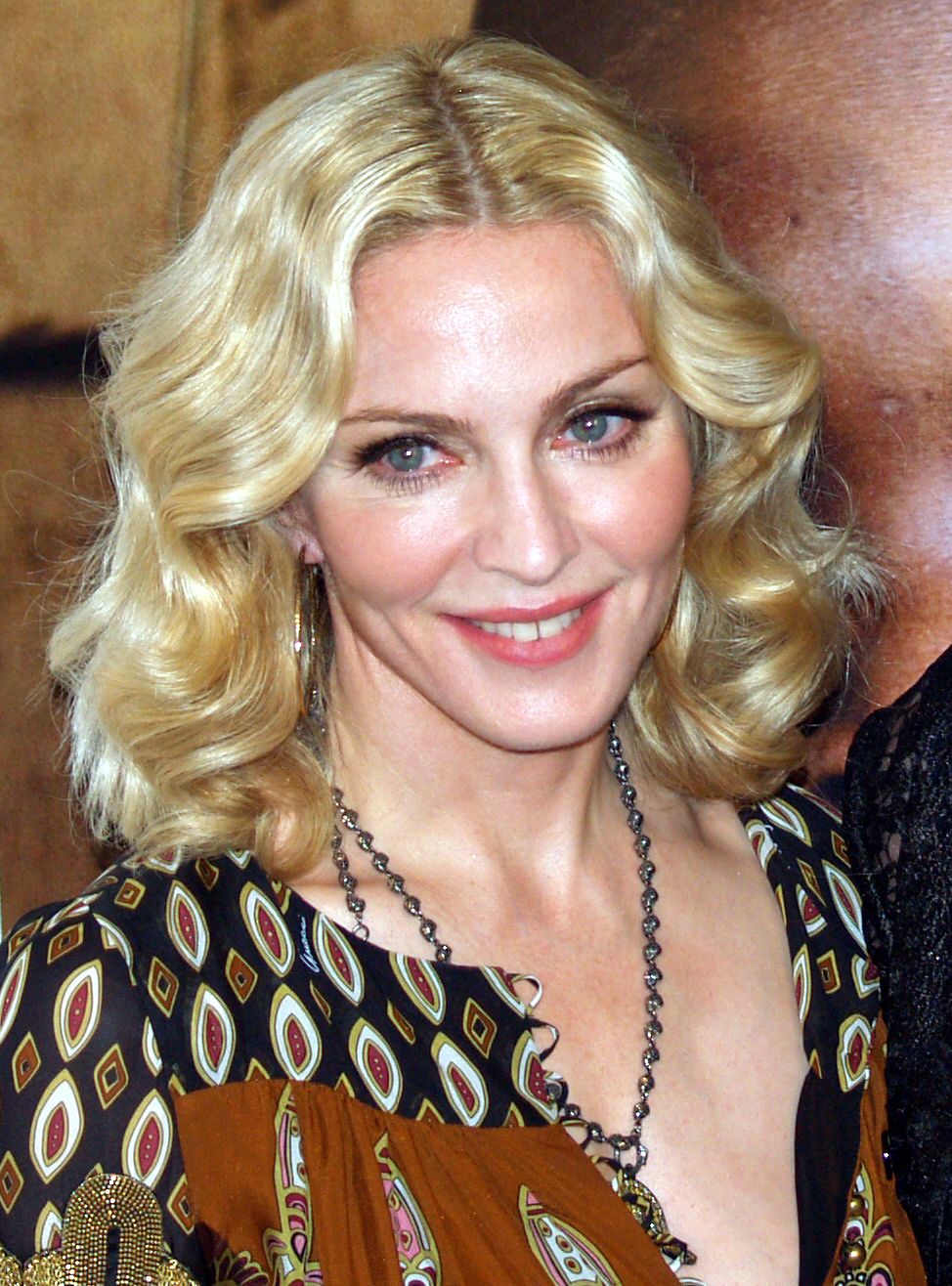
Vários críticos fizeram comparações entre "Born This Way" e várias canções da cantora Madonna, principalmente "Express Yourself" (1989).

As avaliações iniciais da música foram geralmente positivas, embora, após o seu lançamento, o The Hollywood Reporter e a revista Time tenham resumido as suas reacções como "mistas". Michael Cragg, do The Guardian, escreveu que "'Born This Way' é uma batida, quase um hino de discoteca. [...] A letra é sobre amar a si mesmo, a quem você é", e comparou-a favoravelmente à "Express Yourself", canção de Madonna lançada em 1989. Rick Florino, do Artist Direct, ofereceu cinco estrelas a partir de uma escala de cinco, dizendo que "ninguém pode realizar um êxito como Lady Gaga, e o refrão de 'Born This Way' é nada menos que um monstro", referindo-se à canção como "um clássico pop imediato". A People Magazine acrescentou que "o hino de discoteca está pronto e completo, com alguns gritos a capella e letras de música italiana, mostrando a potência vocal de Gaga e um poderoso talento para compor." A Billboard teve uma opinião favorável, comentando que a canção "é um hino de discoteca que se casa com as grandes batidas da poderosa Gaga, com uma voz distinta e uma letra sobre raça e sexualidade." Nick Levine, do Digital Spy, fez um comentário positivo, descrevendo "Born This Way" como um "hino de igualdade, de afirmação da vida; uma canção pop fantástica".
Na sua análise, Sal Cinquemani, da Slant Magazine, escreveu que "... há uma sensação [que] Gaga se colou a algo verdadeiramente especial, talvez importante. A mensagem da canção é certamente uma que a juventude do mundo precisa ouvir mais do que nunca. E não posso pensar em um melhor mensageiro". Meghan Casserly, da Forbes, fez uma análise favorável, onde disse que "'Born This Way' é o melhor dos maiores hinos, o melhor hino de todos já escritos, que segue a receita com precisão. Um hino que fala com cada pessoa do planeta." O Popjustice também apontou que a música foi influenciada por êxitos de Madonna, tais como "Deeper and Deeper" (1992), "Express Yourself" e "Vogue" (1990). O jornal Chicago Tribune teve uma opinião semelhante, porém, acrescentou que Gaga lembra Madonna "da melhor maneira possível", complementando que "'Born This Way' é enorme em todos os sentidos: é uma enorme sonoridade única, com uma batida pulsante e uma mensagem de amor a si mesmo que é obrigada a embalar pistas de dança e explodir em colunas de carros, computadores e rádios pelas semanas que virão." Em outra análise, o jornal disse que a música "contém uma mensagem não ouvida com bastante frequência na música pop, e é um movimento ousado um dos artistas mais vendidos dos últimos dois anos entregá-la." Rob Sheffield, da Rolling Stone, deu à canção quatro estrelas a partir de uma escala de cinco e acrescentou que "'Born This Way' resume todos os mitos complexos de Gaga, a sua angústia existencial católica e o batom borrado em uma explosão pop brilhante. [A música é] Um evento, um comunicado, a canção mais esperada da história das gravações musicais, ou pelo menos desde 'Hold It Against Me'."
No entanto, o The Advocate comentou sobre várias reacções negativas ao single e lamentou que "a cultura homossexual contemporânea tenha se tornado tão entrelaçada com uma única mulher." A coluna Amplifier, do Yahoo! Music, também criticou "Born This Way", afirmando que é um "excesso de trabalho, exaustiva, barulhenta e muito, muito derivada", notando especificamente similaridades com "When Love Takes Over" (2009), por David Guetta com participação de Kelly Rowland, "Waterfalls" (1995), pela banda TLC, e três músicas de Madonna: "Express Yourself", "Ray of Light" (1999) e "Vogue". O MSN da Índia também comparou a música à canções de Madonna, especificamente "Express Yourself", "Ray of Light" e "Like a Prayer" (1989), enquanto Annie Yuan, do The Hollywood Reporter, rotulou a obra como "uma miscelânea de outras músicas pop". Kevin O'Donnell, da revista Spin, teve uma opinião mista, apontando semelhanças com a letra de "Black or White" (1991), de Michael Jackson, acrescentando que "com base em todo o exagero em torno do single, você pensaria que Gaga estava lançando uma música tão épica e instantaneamente clássica como 'A Day in the Life' dos Beatles ou 'Bohemian Rhapsody' dos Queen."

### Controvérsias e censura na Malásia
"Bem, obviamente eu discordo disso, caso contrário, teria expressado essas palavras em uma canção que eu sabia que estaria no Top 40 das rádios. O que digo a todos os jovens na Malásia que querem aquelas palavras tocadas nas rádios, é o seu trabalho e dever como os jovens que escutam. Devem fazer tudo o que podem para libertarem a vossa sociedade: devem agir, não devem parar, deveriam protestar, pacificamente. Eu não acredito em violência. Não acredito em negatividade. Não há nenhuma razão para ser desprezado. Basta manter a luta por aquilo em que você acredita. Não podem acreditar quantas vezes recebo chamadas telefónicas das estações de televisão [pedindo-me] para editar uma secção de um vídeo e lhes digo: 'Bom, por isso não vou. Se não querem tocar a canção, não têm de fazê-lo.' É isso aí. Porque se o artista está constantemente moldando-os [vídeos], mudando e cortando pela máquina, então o artista passa a ser parte da máquina. Não quero ser parte da máquina. Quero que a máquina seja parte de mim."

— Gaga falando sobre a censura de "Born This Way" na Malásia.
Após o lançamento inicial da canção, fãs e críticos perceberam similaridades com "Express Yourself". Neil McCormick, crítico do Daily Telegraph, observou que a natureza imitativa de "Born This Way" afecta a percepção artística de Gaga, dizendo: "Basicamente é 'Express Yourself' de Madonna, retrabalhado com um toque de 'Vogue', também de Madonna. É Madonna demais para alguém que procura definir sua própria identidade." No entanto, Ann Powers, do Los Angeles Times, concluiu que em "Born This Way" havia uma mensagem totalmente diferente das canções de Madonna e defendeu a música, escrevendo: "Se o seu som chega muito perto de uma ou outra música de Madonna parece fora de questão; o êxito pop actual não será económico através da reciclagem de algo familiar?" Gaga foi abordada sobre as comparações no The Tonight Show with Jay Leno, onde explicou que recebeu um e-mail de Madonna, que "enviou seu amor e total apoio para com o single". Gaga em seguida proclamou: "... se a rainha diz assim, então que assim seja." Entretanto, o CNN relatou posteriormente que o representante de Madonna "não estava ciente de que ela enviou um e-mail a Gaga." Quando entrevistada pela ABC News em Maio de 2012, Madonna foi novamente questionada sobre as semelhanças, ao que respondeu: "Quando ouvi ['Born This Way'] na rádio... eu disse, 'isso soa familiar'... Senti-me diminuída." Ela também reportou ao The Newsweek Daily Beast Company o que tinha em mente quando ouviu a canção: "Pensei, 'Que maneira admirável de refazer a minha canção'. Quero dizer, reconheci as mudanças de acordes. Achei que era... interessante." Seis meses depois, em uma entrevista com o Fantástico, Madonna disse, em um tom provocativo, que ficou feliz por "ter ajudado Gaga a compor 'Born This Way'." Em resposta a isto, Gaga afirmou em um concerto na Nova Zelândia:
"Às vezes, as pessoas sentem-se bem quando, você sabe, põem as outras para baixo ou fazem pouco delas, ou talvez zombam do seu trabalho e isso não me faz sentir bem de todo. Faz-me sentir como um ser humano horrível. Eu não quero nem responder porque é mais importante para mim continuar a escrever música. Porque é sobre isso que realmente me importo, é a música."
A canção recebeu críticas de algumas comunidades asiáticas e latino-americanas, incluindo os grupos latinos MECha e Chicanos Unidos Arizona, alegando que o uso dos termos "chola" e "oriental" para descrever essas comunidades são ofensivos e pejorativos. Em resposta à letra, Robert Paul Reyes, do Newsblaze.com, afirmou que enquanto concorda com as letras "pró-homossexuais", questionou a utilização do termo "chola". As estações de rádio da Malásia escolheram censurar a parte da letra que lida com a aceitação da comunidade LGBT, devido à preocupações com a proibição do governo sobre o conteúdo considerado ofensivo. Segundo o Aceshowbiz.com, o trecho "No matter gay, straight or bi, lesbian, transgender life" foi cortado da música por violar a lei que proíbe promover a homossexualidade no país.
O grupo pop coreano Girls' Generation acusou Gaga de plágio da canção "Be Happy" (2010). Um representante da banda disse ao E! que alguém o havia informado do suposto plágio e que estaria entrando em contacto com a empresa de Gaga: "Eu ouvi, e acho sim que existem algumas similaridades. O jeito que a música flui e os arranjos são, honestamente, iguais. [...] Estamos tentando entrar em contacto com a gravadora de Lady Gaga para obter mais informações."

### Reconhecimento
No fim de 2011, a Slant Magazine e a MTV listaram "Born This Way" como a quinquagésima melhor canção do ano. O PopMatters colocou-a na posição 73 na lista das "75 Melhores Canções de 2011", enquanto o The Guardian considerou que a música é a décima oitava melhor de 2011.
Nos Teen Choice Awards, "Born This Way" foi nomeada para "Single do Ano", e nos Virgin Media Music Awards, venceu a categoria "Melhor Faixa". No Japão, venceu o Japan Gold Disc Award para "Melhor Canção Digital do Ano". Na Europa, venceu o MTV Europe Music Awards para "Melhor Canção". Contudo, a canção não venceu em todas as categorias em que apareceu, incluindo o NRJ Music Award para "Vídeo Musical do Ano" e o International Dance Music Award para "Melhor Canção Pop Dance".

## Vídeo musical

### Produção e desenvolvimento
O vídeo de "Born This Way" foi filmado entre 22 a 24 de Janeiro de 2011. Descrito pela equipa de Gaga como "profundo, inspirador e incrivelmente belo", foi dirigido pelo fotógrafo Nick Knight. O maquilhador Billy Brasfield, que trabalhou com a cantora anteriormente, descreveu-o como "a coisa mais incrível de sempre" e afirmou que chorou ao vê-lo pela primeira vez. A coreógrafa Laurieann Gibson disse à MTV News que o vídeo é "uma experiência de mudança de vida... você vai ficar chocado." O Hollywoodlife.com relatou que Gaga passou a primeira semana de Fevereiro a trabalhar na edição do vídeo em um hotel de Nova Iorque: "A equipa alugou mais de duas suítes do Hotel Greenwich para a edição, e a cantora só trabalha à noite, das 22:30 às 7 horas, porque gasta todo o dia ensaiando para o Grammy." O vídeo teve mais de quatro dias de filmagens na cidade, e houve relatos de que Gaga personalizou Jo Calderone, o modelo (personagem) masculino que ela retratou na edição de Setembro da Vogue Hommes do Japão. Garibay explicou que o vídeo "é de relevância cultural, e espero que ajude as pessoas que são um pária, intimidadas. Esperemos que torne as pessoas conscientes de que não há problema em ser você mesmo." De acordo com Gaga, o vídeo foi inspirado nas pinturas de Salvador Dalí e Francis Bacon e as imagens surrealistas deles. A 23 de Fevereiro, a artista anunciou via Twitter que a estreia do vídeo aconteceria em cinco dias: "Vocês conseguiram, Monstros! 'Born This Way' é número um em 14 países + número um de novo na Hot 100! Obrigada por acreditarem! Vídeo segunda, 28, às 11h."

"Quando ela tocou-a para mim, me levou um tempo a descobrir a interpretação visual que eu poderia dar de volta para ela, e então eu acordei uma noite e consegui, e disse: 'Eu tenho-a: Nós temos que nascer uma nova raça.' [...] Gaga ficou tipo, 'Eu quero Nick Knight para este vídeo. Quero um visual.' Ela estava sempre dando parto a algo visual em sua cabeça, e Nick Knight é simplesmente, bem, ele é prolífico mas é tão genial. Tratava-se de empurrar a barra do que um vídeo musical deve e pode ser. [...] É um tempo diferente, uma era diferente;... não há limites. É uma mensagem viril. Acho que há alguma coisa lá dentro para todos, e é isso que é tão surpreendente sobre o vídeo e tão específico sobre a mensagem."

— Laurieann Gibson a explicar a inspiração por detrás do vídeo de "Born This Way" para a MTV News.
Gibson lembra de ter que trabalhar com Gaga na dança do vídeo: "Demorou dois dias, e quando Gaga foi fazer o álbum, queria que fosse em Nova Iorque.", justificando que a cantora escolheu a cidade porque foi o lugar em que elas começaram, "foi o local que deu origem a ela. Que deu luz a minha dança. Nova Iorque simplesmente tem algo muito real sobre o nascimento de algo específico." Antes do início das filmagens, Gibson e Gaga decidiram que havia apenas um lugar para trabalhar na rotina de dança moderna para o vídeo: Alvin Ailey, onde a coreógrafa havia estudado dança. "Nós ensaiamos lá porque a coreografia é baseada na modernidade. É, tipo, mais técnico do que qualquer coisa que ela já fez", lembrou Gibson. "Filmamos o vídeo no Brooklyn durante dois dias e estava muito frio. E tivemos que esconder o local e fomos muito bem sucedidos, excepto no último dia, em que houve um paparazzo andando sorrateiramente." Em uma entrevista com a Billboard, Gaga descreveu o vídeo como "completamente diferente de tudo que já fiz [...] É o nascimento da nova raça. Coisas realmente profundas." Durante uma entrevista no The Gayle King Show, ela revelou que iria lançar dois vídeos para "Born This Way": "Fiquei tão animada com a reacção dos fãs nos concertos que pus na internet que fiz dois vídeos. O primeiro será lançado na segunda-feira [dia 28]. O segundo será uma versão acústica. O áudio também será diponibilizado e a venda dos downloads será revertida para a caridade."
Os figurinos para o vídeo foram desenhados por Nicola Formichetti, que no seu blogue escreveu sobre as várias peças de design mostradas no mesmo. Na sequência de abertura do vídeo, Gaga veste um acessório de cabeça feito por Alexis Bittar, uma gola de diamante e anéis de dedo por Erickson Beamon com brincos por Pamela Love, e um vestido de vidro por Petra Storrs. O chiffon técnico foi concebido por Thierry Mugler. O vídeo teve duas participações especiais: da top-model Raquel Zimmermann, que aparece rapidamente ajudando a Mother Monster a dar à luz a nova raça; e a de Rick Genest (Rico), conhecido como Zombie Boy, cujo corpo e rosto são tatuados de forma que ele pareça um esqueleto. Genest participou de um desfile de Mugler, no qual Gaga fez uma aparição. Para a cena do esqueleto, Gaga e Rico usaram smokings feitos por Mugler, e na orgia, o lodo foi cortesia de Bart Hess. Na imitação de Michael Jackson no beco, a intérprete usa uma camisa e calças feitas pela Haus of Gaga, sapatos por Natacha Marro, e um cinto e luvas feitas por Billykirk LaCrasia. À medida que o vídeo termina, pode ser visto um chifre no unicórnio, cortesia de Jennifer Behr. Gaga pintou a cara de uma forma semelhante à de Genest em uma das sequências. Ela disse que a cena exibia o facto de ela não permitir que a sociedade ou os críticos ditem a sua beleza: "Digo-vos o que eu acho que é a beleza, a cena era de eu e Rico, que nos definimos de forma artística e não dependemos da sociedade para nos ditar".

### Enredo
O vídeo começa com a breve silhueta de um unicórnio em um beco húmido, dentro de um triângulo rosa. A cena seguinte revela Gaga sentada em um trono ornado de vidro no espaço sideral cheio de estrelas, onde declara: "Este é o Manifesto da Mother Monster", dando início ao prólogo. Ela então explica que está em um "Território Alienígena Pertencente ao Governo", e que o nascimento de uma nova raça se iniciava. A cantora está sentada em um trono acima de um planeta, com as pernas afastadas, dando origem a esse povo. É então dividida em duas metades, e sua nova metade dá parto a uma metralhadora, que ela dispara. O prólogo termina com Gaga questionando: "Como posso proteger algo tão perfeito [a nova raça], sem o mal?"
Quando a música começa, muitas pessoas são mostradas com suas mãos e joelhos em um padrão imóvel, organizadas em um espaço negro aparentemente infinito. Gaga aparece de sutiã e calcinha e caminha de uma maneira excêntrica por entre eles. Quando o primeiro verso se inicia, todos levantam suas cabeças e começam a realização da coreografia. As cenas alternam entre Gaga e seus dançarinos e a artista cantando em seu trono no espaço. Quando chega o segundo verso, ela e o Zombie Boy são mostrados com as faces pintadas para parecerem mortos-vivos e vestindo smokings. Alternando imagens, vê-se a intérprete acariciando e tentando dançar com Rico enquanto ele permanece impassível e imóvel durante a maior parte do tempo. Quando o refrão inicia-se pela segunda vez, Gaga canta em uma sala de espelhos, enquanto a sua cabeça é exibida em uma caixa de vidro entre vários manequins estranhamente distorcidos. Nas cenas seguintes, ela é mostrada mais uma vez em seu trono prestes a dar à luz a mais membros da nova raça. Várias outras rotinas coreografadas são realizadas por Gaga e seus dançarinos, e quando a música acaba, todos eles se reúnem em um círculo e abraçam-se.
Em sua conclusão, o vídeo mostra a silhueta dançante de uma pessoa em um beco, como um tributo ao vídeo de "The Way You Make Me Feel" (1987), de Michael Jackson. O indivíduo revela ser Gaga, embora o seu rosto esteja drasticamente diferente, com chifres pontiagudos saindo de seu rosto, olhos brilhantes, cabelos irregulares e uma distinta lacuna Madonna-esca entre os dentes da frente. A intérprete revelou uma vez que em criança era provocada e chamada de "dentes de coelho". Ela derrama uma lágrima. O quadro com o triângulo rosa aparece novamente e, dentro dele, vê-se uma silhueta de Gaga sentada em um unicórnio visto no início do vídeo. Uma cidade é vista ao fundo e um arco-íris aparece por cima dela. A cena final é um close na artista, que está com maquilhagem de morta-viva, a mascar pastilha e soprando uma bolha, e vários zooms do triângulo rosa à distância.

### Avaliação da crítica
| Críticas profissionais | Críticas profissionais |
| Avaliações da crítica  | Avaliações da crítica  |
| Fonte                  | Avaliação              |
| ---------------------- | ---------------------- |
| Billboard              | (mista)                |
| E! Online              | (negativa)             |
| Entertainment Weekly   | (positiva)             |
| Los Angeles Times      | (positiva)             |
| MTV                    | (positiva)             |
| New York Daily News    | (negativa)             |
| The New Zealand Herald | (positiva)             |
| Rolling Stone          | (mista)                |
| Slant                  | (positiva)             |
| Time                   | (positiva)             |

James Montgomery, da MTV, elogiou o conceito geral, dizendo que "'Born This Way' [...] é um espetáculo completo. Numa parte é uma odisseia no espaço, em outra parte, um fio criacionista que envolve a formação não apenas de um universo inteiramente novo, mas de uma raça inteiramente nova da humanidade, também. [...] É parte fantasia, parte uma realidade de esperança. É sobre o futuro e o passado [...], mas na verdade, tudo isso empalidece em comparação com o espectáculo da coisa. Depois de dominar completamente este mundo com 'Born This Way', Lady Gaga parece ter conteúdo para criar mundos completamente novos." Myrddin Gwynedd, do The New Zealand Herald, disse que "Gaga assume a sua predileção por imagens excêntricas e provocantes ao extremo no vídeo para o seu novo single". A Entertainment Weekly também elogiou o vídeo, dizendo que "de sensual em lingerie para mórbida em smokings, Gaga e seus bailarinos têm um desempenho brilhante neste novo vídeo".
A Billboard disse que o vídeo apresenta semelhanças com os de "Vogue" e "Bordeline", ambos de Madonna, e achou que "é mais um curta-metragem high-fashion do que um vídeo musical convencional". Jim Farber, do New York Daily News, escreveu: "A dança e a coreografia no vídeo não vão manter Madonna acordada à noite. Felizmente, nenhum desses inconvenientes tem de dominar. As imagens selvagens de criação têm um valor chocante alegre, assim como o elemento chave da música em si não tem: criatividade." Oscar Moralde, da Slant Magazine, referiu que a cantora "totalmente encarna a monstruosidade como uma parte dela. Ela reconheceu o seu papel de Mother Monster... As coisas que são monstruosas, as coisas que são diferentes para Gaga, essas são as coisas que são bonitas." Gina Serpe, do E! Online, criticou o vídeo por ser uma "cópia de Madonna", enquanto Matthew Perpetua, da Rolling Stone, notou semelhanças com alguns dos trabalhos de Madonna.
Ann Powers, do Los Angeles Times, observou que o vídeo homenageia o movimento da Deusa e o feminismo: "...Gaga faz a cultura da Deusa acessível às massas, através da representação de imagens de belas artes, cinema e subculturas fixes. [...] Gaga tem encontrado uma maneira de colocar o poder feminino no centro de sua visão, sem sacrificar os ganhos que faz por ser uma filhinha de papai ou um 'rapaz objecto'." Megan Powers, da revista Time, teve uma opinião crítica, dizendo: "Foi no fim-de-semana passado que a NewsFeed perguntou se Gaga tinha perdido o talento de nos chocar. Então, mostrando-nos o quão errados estávamos, ela inaugura o vídeo para 'Born This Way', e temos de admitir que Gaga ainda está muito, muito estranha."
O vídeo tem sido notado por suas referências culturais e semelhanças artísticas, não só para artistas como Michael Jackson e Madonna, mas à mitologia grega, o surrealismo, e os trabalhos do pintor suíço H. R. Giger e do falecido estilista Alexander McQueen.

### Conceitos e referências culturais

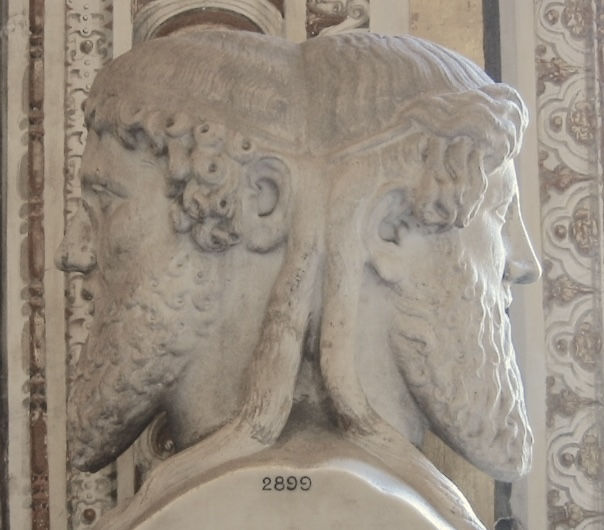
O vídeo de "Born This Way" fez referências por várias vezes à mitologia grega e a romana, especialmente Janus (imagem), que pode ser visto logo no início do vídeo.

A abertura do vídeo, que mostra o espaço sideral, tem como música de fundo o tema composto por Bernard Herrmann para o filme Vertigo (1958). Dos 7 minutos e 20 segundos do vídeo, cerca de 3 minutos apresentam essa música. De acordo com a Rolling Stone, as imagens de ficção científica são provenientes do filme expressionista alemão Metropolis (1927). O Yahoo! disse que existem também referências ao filme Aliens (1986) e notou um efeito de luz similar ao usado pelo director Robert Rodriguez em Sin City (2005). Em uma análise especial, um crítico da MTV afirmou que o vídeo foi influenciado pela mitologia greco-romana e pelo surrealismo, além de ter notado outras semelhanças culturais, incluindo referências a diversos artistas — a finalização com a pessoa misteriosa, que seria uma homenagem a Michael Jackson (personificado nas luvas, no andar e no cenário de estilo "Billie Jean") e Madonna (representada nos dentes separados). O crítico falou ainda dos pequenos detalhes da produção, como imagens da Flor de lotos, do Terceiro olho, de uma constelação em forma de ovário e de similaridades com o afresco do Juízo Final de Michelangelo.
A maquilagem usada pela cantora e por seus dançarinos para representar a nova raça é a mesma que foi usada na cerimónia dos Grammy Awards e em entrevistas a programas de televisão para divulgar o single, com cinco enxertos protuberantes no rosto que servem como pequenos chifres, inspirados pela coleção Primavera/Verão 2010 de Alexander McQueen. O triângulo rosa que aparece no início do vídeo é notoriamente conhecido como o símbolo que os nazistas usavam para identificar os homossexuais nos campos de concentração. O unicórnio que aparece dentro do triângulo é um dos símbolos de Gaga, que possui uma tatuagem com o animal e o nome da canção na coxa esquerda.

### Prémios e nomeações
Na cerimónia dos MTV Video Music Awards de 2011, o vídeo de "Born This Way" venceu em duas categorias: "Melhor Vídeo Feminino" e "Melhor Vídeo com uma Mensagem", conseguindo assim o segundo prémio consecutivo da artista na primeira categoria, após "Bad Romance". Nos MTV Europe Music Awards de 2011, venceu "Melhor Vídeo". Outros prémios incluem o MuchMusic Video Award para "Vídeo Internacional Favorito", o Virgin Media Music Award para "Melhor Vídeo" e os MTV Video Music Awards Japan para "Vídeo do Ano", "Melhor Vídeo Feminino" e "Melhor Vídeo Dance".

## Apresentações ao vivo

Gaga e os seus dançarinos durante a interpretação de "Born This Way" na The Monster Ball Tour em Fevereiro de 2011, no Madison Square Garden em Nova Iorque.

Gaga apresentou "Born This Way" pela primeira vez a 13 de Fevereiro de 2011 na cerimónia do 53º Grammy Awards em Los Angeles. Ela chegou no evento dentro de um ovo gigante, que foi carregado em uma espécie de liteira egípcia por inúmeros modelos vestindo roupas de plástico. Gaga permaneceu no ovo se contorcendo, vestindo óculos e batom pretos. Mais tarde, ela saiu do casulo no palco para realizar a sua apresentação, vestindo um top curto e uma saia longa. Seu cabelo estava rosado e coberto de resquícios amnióticos e seus ossos haviam sido estruturalmente modificados. No meio da canção, ela tocou um órgão que estava cercado por cabeças de manequim, e fez uma pequena improvisação baseada na música "Toccata e Fuga". No final da apresentação, os dançarinos despiram as suas roupas de látex, ficando aparentemente nus. A actuação terminou com eles colocando uma jaqueta de látex sobre a artista, arrancando aplausos da plateia. Contudo, o desempenho de Gaga foi considerado por alguns críticos como "pouco criativo" e "ousado", e citaram como exemplo a cerimónia dos MTV Video Music Awards de 2009, onde ela cantou "Paparazzi" e "sangrou" no palco, tendo se enforcado no fim da música.
De acordo com Gaga, o "desempenho foi sobre muitas coisas, mas em última análise, 'Born This Way' [...] é visual, temática e é sobre o nascimento de uma nova raça, a inauguração de uma raça dentro das já existentes, culturas da humanidade, sem preconceito e julgamento. A apresentação em geral foi um Alvin Ailey Gregoriano, tinha a energia Martha Graham em si, e isso foi uma declaração." No The Tonight Show with Jay Leno, Gaga disse que Thierry Mugler projectou o peitoral preto usado por ela na cerimónia, e que ele foi "inspirado pela mulher alienígena humanóide híbrida". A cantora acrescentou que Willow Smith inspirou-a a "chicotear o seu cabelo para trás e para frente no palco" e explicou que a "embarcação" do ovo foi criada para significar uma afirmação artística do nascimento de uma nova raça sem preconceito. Em entrevista à Billboard, a artista explicou que foi em Amesterdão, em seu autocarro de digressão, que ela estava pensando sobre o nascimento e embriões: "Até a minha cor do cabelo era um cor-de-rosa lavado. Era para ser uma expressão de cabelo, uma placenta". Ela pensou: "Puxa, a única coisa que mais odeio em fazer especáculos de premiação é que podem ser uma distração... Quero só existir para os meus fãs e para o palco. Não quero existir nesta máquina ou neste circo que é a indústria. Gostaria de poder ser encapsulada por três dias e apenas pensar no meu desempenho, apenas no álbum, pensar simplesmente no futuro dos meus fãs. Então foi isso que fiz."

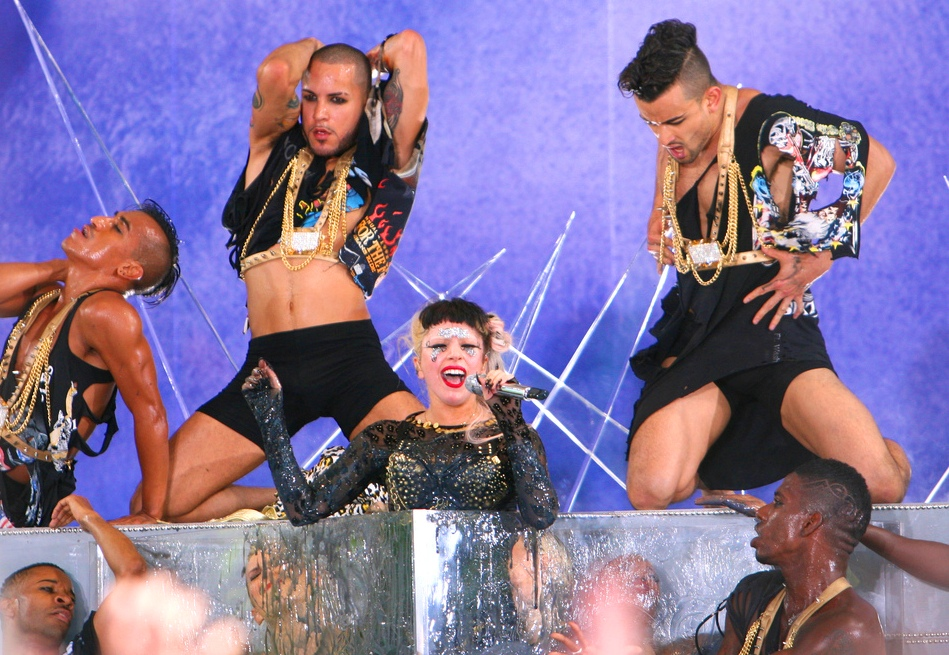
Gaga interpretando "Born This Way" na "Série de Concertos de Verão" do Good Morning America.

Jocelyn Vena, da MTV, achou que a "actuação foi surpreendentemente escassa para a artista que normalmente sempre surpreende, permitindo que seu novíssimo single a abrilhantasse." Soraya Rodrigues, do New York Daily News, ficou desapontada com a apresentação e achou que Gaga copiou Madonna: "Apesar da sua chegada apressada em um ovo gigante, a apresentação muito aguardada da cantora de 'Born This Way', pareceu muito — bem como o seu seu single — como uma cópia barata de Madonna. Com sombras da Blond Ambition Tour, o acto bem coreografado de Gaga ainda tentou chocar com a roupa interior da cor da pele." Jason Lipscultz, da Billboard, descreveu a actuação como "espirituosa" e elogiou o "ovo gigante". Jennifer Armstrong, da Entertainment Weekly, vangloriou o desempenho, dizendo que foi "uma espécie de mistura entre 'Express Yourself' e 'Vogue', especialmente com a parte do rap no meio? Claro. Mas existem coisas piores no mundo. Será que também temos um interlúdio de Gaga em um órgão muito louco feito com um tubo de vidro com um espelho? Sim, e há coisas piores no mundo que isso, também." Armstrong considerou o desempenho como um dos pontos mais altos da noite. Matthew Perpetua, da Rolling Stone, concordou com ela, escrevendo que "deveria vir como nenhuma surpresa que o desempenho da Lady Gaga do seu novo single foi o espetáculo bizarro mais visualmente impressionante da noite".
A 19 de Fevereiro de 2011, durante a paragem da The Monster Ball Tour no Madison Square Garden, depois de fazer uma insinuação para a plateia durante a interpretação de "Bad Romance", Gaga cantou "Born This Way", usando o mesmo traje e realizando a mesma coreografia da apresentação no Grammy Award. No entanto, o ovo de incubação não estava presente e pequenas alterações foram feitas nos equipamentos dos seus dançarinos. A faixa foi então adicionada ao repertório da digressão. Tris McCall, do The Star-Ledger, ficou muito impressionado com o desempenho, chamando-o de "um dos destaques do espetáculo". Ele acrescentou que "a ré-interpretação do single, que foi muito mais Laura Nyro do que Madonna, foi como uma melhoria sobre a versão de êxito mecanizada e enganosa..." Gaga também interpretou uma versão acústica no The Oprah Winfrey Show a 5 de Maio, juntamente com "Yoü and I". Sentada num banquinho alto e vestindo um blazer de couro vermelho, um chapéu flexível do tipo de máscara e um fato-de-banho de leopardo, tocou um piano em uma estrutura metálica de salto alto desenhada pela sua irmã, Natalie Germanotta. Ela começou com a versão acústica com piano de "Born This Way", e depois retirou o seu chapéu quando um sintetizador começou e deu início a "Yoü and I".

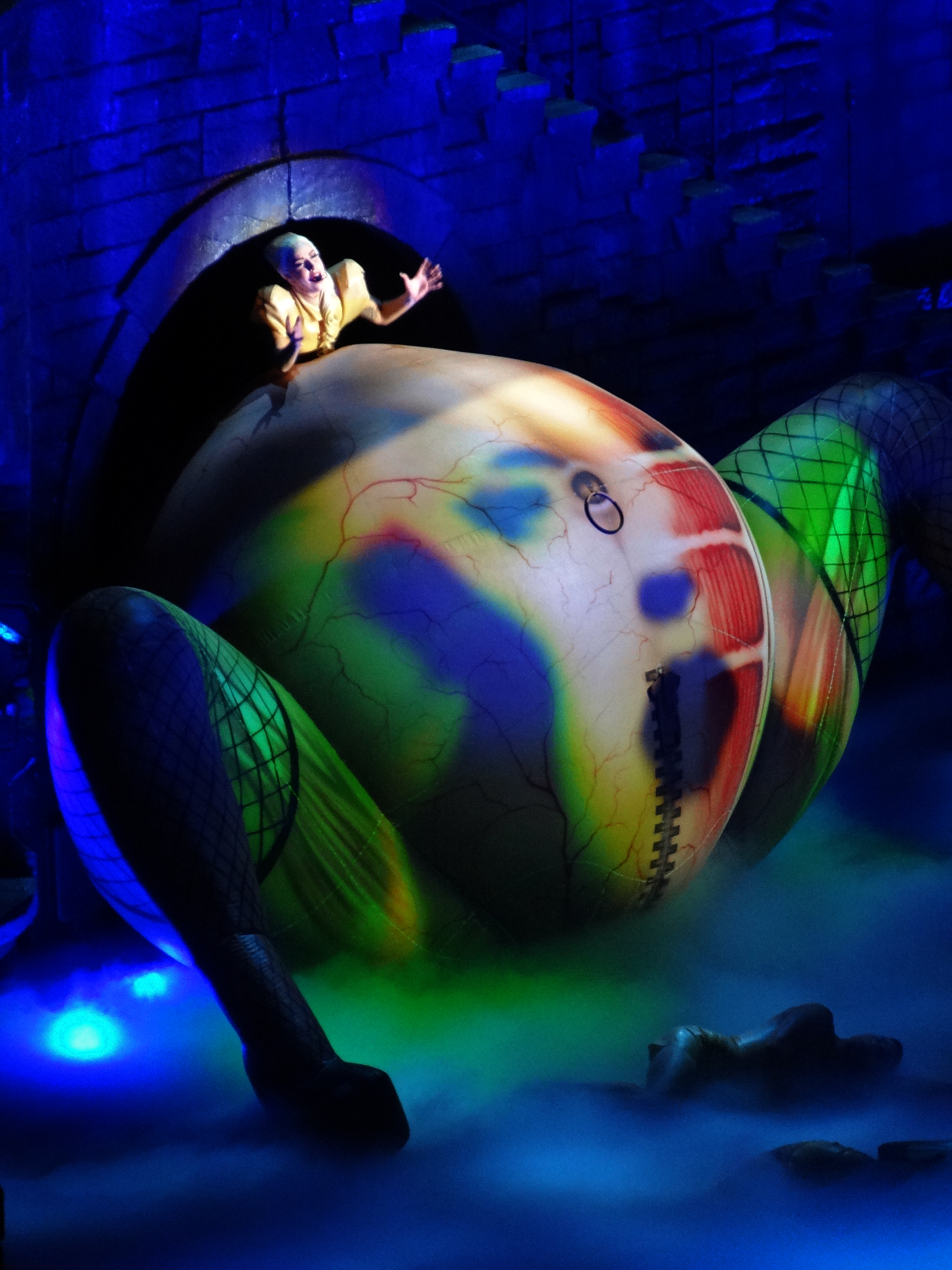
Gaga a interpretar "Born This Way" em um concerto da The Born This Way Ball em 2011.

No The Graham Norton Show, a 28 de Maio de 2011, a intérprete cantou "Born This Way" como a canção de encerramento, enquanto no Big Weekend, da BBC Radio 1, foi a música de abertura da setlist. A artista começou a apresentação ao emergir de um caixão, com uma barriga de grávida e vestidos de couro. Ela, então, começou a cantar a música e, juntamente com os seus bailarinos, vestidos com roupas de tema motociclista-punk, tiraram a barriga para mostrar sua roupa de ombro espetado. Outra actuação da canção teve lugar no episódio final da 36ª temporada do Saturday Night Live, onde a intérprete usou um vestido metálico e um rabo de cavalo. No meio da apresentação, ela mostrou uma barriga de grávida à medida que emergia de dentro do meio de seus dançarinos. Poucos dias depois, como parte da "Série de Concertos de Verão", Gaga cantou "Born This Way" no Good Morning America. Ela usou chifres dourados e um casaco dourado com lantejoulas, e quando a apresentação estava próxima do fim, juntou-se aos seus dançarinos em um tanque enchido com 820 kg de gel tingido.
Durante uma visita promocional à Europa em Junho de 2011, uma versão de piano da obra foi interpretada na gala final da sexta temporada do Germany's Next Topmodel e no evento EuroPride em Roma. Uma mistura de "Judas" e "Born This Way" foi o desempenho final do Paul O'Grady Live em Londres. Ryan Love, do Digital Spy, teve uma ante-estreia da gravação do programa, e achou que foi a melhor apresentação das duas músicas pela cantora. Gaga encerrou a cerimónia dos MuchMusic Video Awards de 2011 com uma interpretação de "Born This Way", aparecendo no palco dentro de um casulo pendurado e emergendo do mesmo usando uma calça de cintura alta e um top de babados de penas. Perto do fim da canção, a artista removeu o top e o casaco amarelo por baixo dele. Enquanto em digressão no Japão, "Born This Way" foi apresentada junto com "The Edge of Glory" nos MTV Video Music Aid Japan. Ela abriu o concerto presa numa teia de aranha, vestida com um sutiã de paetês brilhantes e uma saia longa que dividia cada coxa. Depois de terminar a realização de "The Edge of Glory", fugiu do palco e subiu alguns degraus para alcançar o seu piano, que foi enfeitado até assemelhar-se a uma aranha, antes de cantar uma versão acústica de "Born This Way". Após o primeiro verso, desceu do piano e juntou-se a seus bailarinos para interpretar a música.
"Born This Way" foi incluída na lista de faixas da The Born This Way Ball (2012-13). Nas apresentações, quando termina a interpretação de "Government Hooker", Gaga e os seus dançarinos iniciam a cena do parto mostrada no vídeo, bem como um interlúdio estendido da música. A cantora começa a cantar a obra quando sai de dentro do que parece ser um útero gigante alienígena. O "Manifesto da Mother Monster" também é recitado nos concertos.

## Outras versões

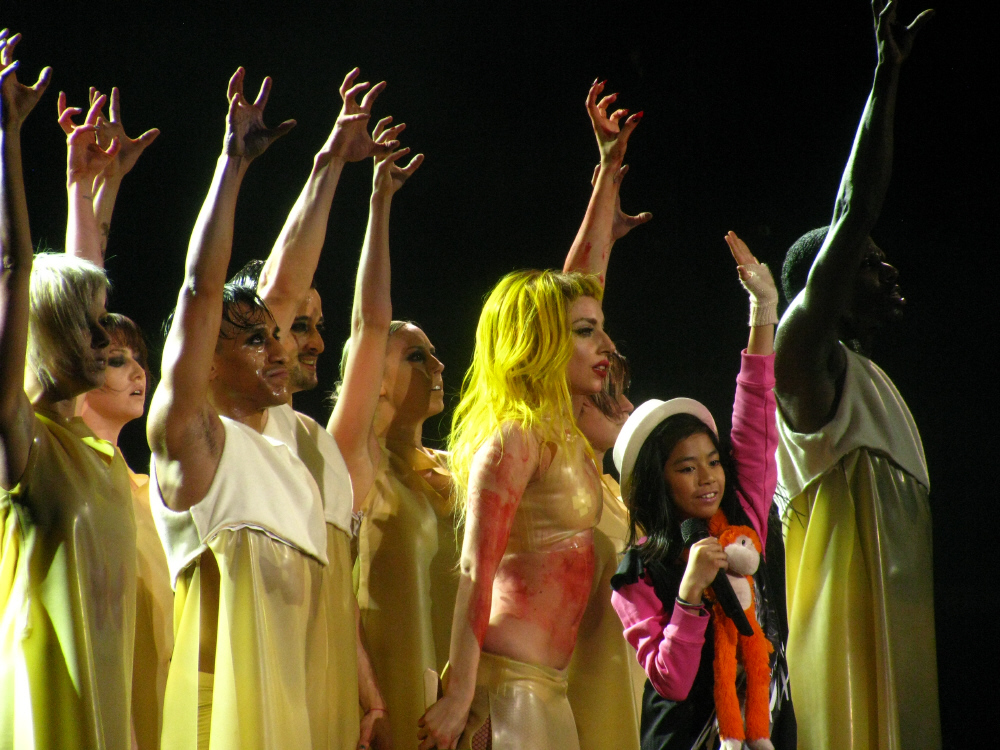
Gaga a interpretar "Born This Way" com Maria Aragon em um concerto da The Monster Ball Tour em Março de 2011.

A cantora prometeu a Ellen DeGeneres, como um presente de aniversário, que iria cantar a música em seu programa de televisão. A 9 de Fevereiro de 2011, a própria DeGeneres fez uma versão de "Born This Way" com Justin Bieber e James Blunt, improvisando as letras do refrão. A 3 de Março de 2011, durante um concerto em Toronto, Gaga cantou uma versão simplificada do single junto com Maria Aragon, uma rapariga de 10 anos de idade que impressionara a cantora após publicar no Youtube um vídeo seu cantando "Born This Way", que já havia ultrapassado os 40 milhões de visualizações. Quando Gaga viu ao vídeo, publicou no Twitter: "Não consigo parar de chorar vendo isso. É por isso que faço música. Ela é o futuro." Após fazer uma apresentação da música no Good Morning America, Aragon recebeu um convite para cantar com Gaga. Ela apareceu usando uma fedora e carregando um macaco de pelúcia. Gaga sentou ao piano e colocou a menina no seu colo, antes de cantar uma versão inspirada-por-soul, trocando versos. Após isto, Aragon foi convidada na estação de rádio Hot 103, onde cantou o refrão de "Born This Way" via telemóvel.
Acompanhada de dois guitarristas que tocavam guitarras acústicas, Katy Perry interpretou a canção a 7 de Março durante a paragem da The California Dreams Tour em Paris. Os produtores da série de televisão Glee anunciaram que o seu elenco iria cantar a música durante um episódio temático da sua segunda temporada. Antes mesmo de lançar o single, Gaga autorizou o uso da obra na série, fazendo de "Born This Way" a sua quarta canção a ser cantada pelo grupo, após "Poker Face", "Bad Romance" e "Telephone". O episódio, que leva o mesmo título que a música, foi transmitido nos EUA a 26 de Abril de 2011 pela Fox Broadcasting Company. Gaga disse que adorou o desempenho da canção, tendo esta versão atingido o seu pico no número 44 da Billboard Hot 100 e vendido 73 mil cópias nos EUA, e na posição 31 da Canadian Hot 100.
Em Julho de 2011, o grupo Kidz Bop Kids fez uma versão de "Born This Way" e incluiu-a no seu vigésimo álbum de estúdio, Kidz Bop 20. Alex Full a.k.a. the Cornish Fairy da BBC Radio 1 e Kirsten Joy Gill gravaram uma versão da faixa sob o nome "Cornish This Way" em Agosto de 2011, como um hino moderno córnico. Gravada nos Maida Vale Studios em Londres, o seu vídeo musical foi filmado em Newquay, Cornualha no Festival Boardmasters. Alvin and the Chipmunks e as The Chipettes fizeram uma versão da música, sendo ela a primeira de uma mistura de três canções gravada para o filme Alvin and the Chipmunks: Chipwrecked (2011). A artista franco-canadiana Marie-Mai incluiu "Born This Way" em uma mistura de êxitos da rádio durante a Tournee Version 3.0. A 20 de Maio de 2012, vazou na internet um vídeo dos ensaios de Madonna para a MDNA Tour que mostrava-a incorporando "Born This Way" em "Express Yourself", seguido de um desempenho de "She's Not Me" (2008), criando assim um frenesim mediático, com vários críticos especulando que ela estava a "fazer pouco" de Gaga e da canção. Mais tarde, Madonna incluiu a sequência em sua digressão. Alice Cooper adicionou uma versão da obra para a parte de 2012 da digressão No More Mr. Nice Guy. Esta versão apresenta letras alteradas, apesar de manter o refrão e a melodia da versão original. Mais tarde, via Twitter, Gaga mostrou apreciação pela versão.

### "Perform This Way"
O cantor, compositor e comediante "Weird Al" Yankovic havia procurado a permissão de Gaga para poder fazer uma paródia de "Born This Way", fornecendo uma breve descrição do conceito da sua música. A gestão de Gaga respondeu que ela devia ouvir a música antes de dar a aprovação. Yankovic, ocupado com as letras de "Perform This Way", planeou que a canção fosse o primeiro single de seu décimo terceiro álbum de estúdio. A gestão de Gaga continuou a insistir que ela devesse ouvir a música. Depois do que Yankovic descreveu como uma "despesa considerável" na composição, gravação e masterização da música no estúdio, ele entrou em contacto novamente com a gestão da artista com a gravação concluída da canção. Ele posteriormente recebeu uma recusa pela administração de Gaga, tendo sido dada a impressão de que a recusa veio da cantora. Deixado com uma canção concluída e planos abandonados para um ultrajante vídeo musical para promover a canção e o álbum, Yankovic carregou a gravação no YouTube. No entanto, pouco tempo após isto, fontes próximas de Gaga disseram à imprensa que ela ainda não tinha ouvido a música e que era uma grande fã do comediante. Gaga ficou satisfeita com a música e pessoalmente contactou Yankovic, dando-lhe luz verde para incluir a música em seu álbum Alpocalypse (2011). Mais tarde, a gerência de Gaga admitiu tomar a decisão sem encaminhar a paródia à aprovação da intérprete.

## Alinhamento de faixas
| - Download digital 1. "Born This Way" — 4:20 - Born This Way — The Remixes Part 1 1. "Born This Way" (LA Riots Remix) — 6:32 2. "Born This Way" (Chew Fu Born to Fix Remix) — 5:52 3. "Born This Way" (DJ White Shadow Remix) — 4:24 - Born This Way — The Remixes Part 2 1. "Born This Way" (Michael Woods Remix) — 6:24 2. "Born This Way" (Dada Life Remix) — 5:16 3. "Born This Way" (Zedd Remix) — 6:30 4. "Born This Way" (Grum Remix) — 5:48 5. "Born This Way" (Bimbo Jones Club Remix) — 6:46 6. "Born This Way" (Twin Shadow Remix) — 4:06 | - CD single de edição limitada/12" de Edição Limitada 1. "Born This Way" — 4:21 2. "Born This Way" (LA Riots Remix) — 6:32 3. "Born This Way" (Chew Fu Born to Fix Remix) — 5:52 4. "Born This Way" (DJ White Shadow Remix) — 4:24 - Born This Way (The Country Road Version) 1. "Born This Way" (The Country Road Version) — 4:21 |

## Créditos
Os créditos seguintes foram adaptados do encarte do álbum Born This Way (2011):
Gravação
- Gravada por David Russell nos Abbey Road Studios, Londres, Inglaterra;
- Misturada por David Russel nos Germano Studios, Nova Iorque, Nova Iorque;
- Masterizada por Gene Grimaldi no Oasis Mastering, Burbank, Califórnia.

Pessoal
- Paul Blair — composição, produção, programação
- Toni Braxton — vocais de apoio[185]
- Al Carlson — assistência
- Fernando Garibay — composição, produção, instrumentação, arranjos, programação
- Stefani Germanotta — composição, produção, instrumentação, arranjos
- Gene Grimaldi — masterização
- Pete Hutchings — assistência
- Jeppe Laursen — composição, produção
- Kevin Porter — assistência
- David Russell — gravação e mixagem
- Kenta Yonesaka — assistência

## Desempenho nas tabelas musicais

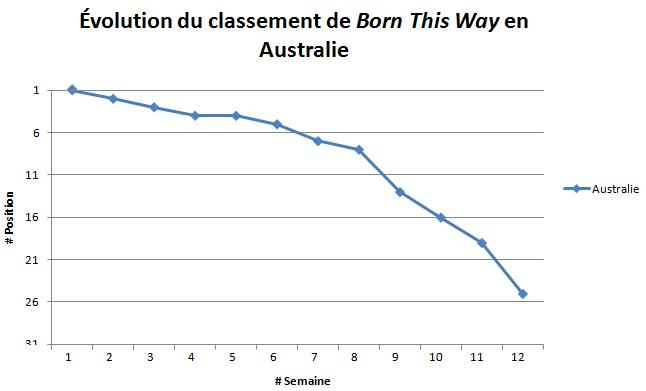
O gráfico acima ilustra o desempenho de "Born This Way" na tabela musical da Austrália.

Nos Estados Unidos, segundo a publicação de 16 de Fevereiro de 2011, "Born This Way" estreou na primeira posição da Billboard Hot 100, marcando a maior estreia de Gaga nessa tabela, superando o número nove da estreia de "Bad Romance" (2009). "Born This Way" tornou-se o milionésimo single a alcançar o número um na história da Hot 100, e a décima nona canção a estrear no número um. Quando questionada pela Billboard sobre ter a milionésima canção em número um, a artista declarou que era "a maior honra da minha carreira". É o oitavo single consecutivo de Gaga a atingir o pico dentro dos dez melhores postos da tabela, a primeira estreia de um single seu na primeira posição e o seu terceiro single número um, após "Just Dance" (2008) e "Poker Face" (2009). A obra vendeu cerca de 448 mil unidades digitais em apenas três dias, quebrando assim o recorde da maior primeira semana de vendas digitais por uma artista feminina, previamente detido por Britney Spears com "Hold It Against Me" (2011). Além disso, foi também a terceira maior estreia na tabela Hot Digital Songs por qualquer artista, perdendo para "Right Round" (2008), de Flo Rida, e "TiK ToK" (2010), de Kesha. O single ficou em primeiro lugar na semana subsequente, vendendo 509 mil unidades em sua primeira semana completa de lançamento, tornando-se na primeira música a entrar na Hot 100 no número um e manter-se nessa posição por uma segunda semana desde "This Is the Night" (2003), de Clay Aiken. Simultaneamente, "Born This Way" tornou-se na primeira canção que estreou no número um da Hot Digital Songs a mostrar um aumento de downloads em sua segunda semana desde "Single Ladies (Put a Ring on It)" (2008), de Beyoncé. Posteriormente, a música ocupou o primeiro lugar da Hot 100 durante seis semanas consecutivas, tornando-a na única a estrear em primeiro lugar e permanecer por três mêses desde "Something About the Way You Look Tonight"/"Candle in the Wind 1997" (1997), de Elton John. "Born This Way" também quebrou o recorde de canção com venda mais rápida da iTunes Store, vendendo um milhão de cópias em apenas cinco dias em todo o mundo. Dois destes recordes foram quebrados em Setembro de 2012 pelo single "We Are Never Ever Getting Back Together", de Taylor Swift, que vendeu 623 mil exemplares digitais na sua segunda semana de lançamento e tornou-se no single com a venda mais rápida da história do iTunes. O CD single de "Born This Way" vendeu 24 mil exemplares na sua primeira semana de lançamento e um total de 40 mil cópias até Março de 2011. A faixa vendeu 3476 mil cópias digitais em 2011 e tornou-se na décima canção mais vendida desse ano nos EUA, marcando assim a oitava entrada consecutiva de Gaga na lista das canções que superaram a marca dos dois milhões de cópias vendidas, e a sua sexta entrada consecutiva na lista das que superaram a marca dos três milhões de downloads. Até Abril de 2016, a canção já havia vendido mais de 4,1 milhões de unidades digitais em território norte-americano.

"Eu não posso acreditar. Estou maravilhada e honrada com a recepção da música. Isso é muito transformador para mim. Entre a Billboard, as tabelas internacionais, os números das rádios... Não poderia ser mais abençoada por ter os fãs que tenho. Quando escrevi a canção, sabia que ela era especial, mas também sabia que, talvez, meus fãs estivessem esperando por uma 'Segunda Bad Romance' ou 'Segunda Poker Face'. Eu queria fazer exatamente o oposto."

— A cantora falando sobre o rápido sucesso de "Born This Way" em entrevista à Billboard.
A faixa estreou no número quatorze da tabela Pop Songs, com 4602 execuções em estações de rádio após três dias de disponibilidade, o maior total de detecções por uma canção estreante na história da tabela. Foi também a segunda maior estreia, atrás de "Dreamlover" (1993), de Mariah Carey, que estreou no número doze. Na semana seguinte, a canção subiu para o número seis, tornando-se na oitava música a conseguir alcançar as dez melhores posições em duas semanas na história da Pop Songs. Na sua sétima semana, a gravação alcançou o topo da tabela, tornando-se no sétimo número um de Gaga, empatando com Pink e Rihanna como a artista com mais números uns na Pop Songs. Além disso, "Born This Way" quebrou o recorde de estreia nas rádios em geral, com uma audiência de 78,5 milhões na primeira semana e, consequentemente, uma estreia no sexto posto da Hot Radio Songs, superando a façanha de Janet Jackson com "All for You" (2001), que estreou na nona posição com 70 milhões de ouvintes. Após sete semanas, a música alcançou ao topo, tornando-se na segunda de Gaga a conseguir o feito, após "Paparazzi" (2009). No Canadá, "Born This Way" alcançou a primeira posição da Canadian Hot 100 em sua semana de estreia, tendo ocupado o posto por sete semanas consecutivas.
Segundo a publicação da ARIA Charts de 20 de Fevereiro de 2011, o single estreou no primeiro lugar na Austrália, tornando-se no terceiro número um da intérprete no país. Além disso, recebeu a certificação de disco de platina na sua primeira semana, após vender 35 mil cópias. A canção estreou no número um da Recording Industry Association of New Zealand (RIANZ), tornando-se na segunda da artista a alcançar o topo na Nova Zelândia, após "Poker Face". Mantendo-se no primeiro lugar na semana seguinte, recebeu a certificação de disco de ouro na sua segunda semana de vendas.
No Reino Unido, "Born This Way" estreou no número três da UK Singles Chart, registando 60 mil exemplares vendidos na primeira semana de comercialização. No restante da Europa, a música estreou no topo das tabelas da Espanha, Finlândia, Irlanda, e Países Baixos. "Born This Way" estreou no número dois da Federazione Industria Musicale Italiana (FIMI), marcando a maior estreia de todos os tempos na Itália. Também estreou em segundo lugar na França, onde vendeu 11 955 cópias na sua primeira semana, na Suécia, na Noruega e na Bélgica. O single estreou no número quatro na Dinamarca e no Japão, na décima posição na Eslováquia, a maior estreia de todos os tempos por lá, e alcançou o número dez na Coreia do Sul, onde é raro ver músicas internacionais nos dez melhores postos da Gaon Chart.
"Born This Way" atingiu o número um em 30 países e posicionou-se nas cinco primeiras posições em 42 países. Além disso, vendeu mais de 8,2 milhões de cópias no mundo.

### Posições
| País — Tabela musical (2011)                      | Posição de pico |
| ------------------------------------------------- | --------------- |
| Alemanha — Media Control Charts                   | 1               |
| Austrália — ARIA Charts                           | 1               |
| Áustria — Ö3 Austria Top 40                       | 1               |
| Bélgica (Flandres) — Ultratop                     | 1               |
| Bélgica (Valónia) — Ultratop                      | 1               |
| Brasil — Hot 100 Airplay                          | 2               |
| Bulgária — National Top 40                        | 1               |
| Canadá — Canadian Hot 100 (Billboard)             | 1               |
| Coreia do Sul — Gaon                              | 1               |
| Dinamarca — Track Top-40                          | 2               |
| Escócia — Scottish Singles Chart (OCC)            | 1               |
| Eslováquia — Rádio Top 100 Oficiálna              | 1               |
| Espanha — PROMUSICAE                              | 1               |
| Estados Unidos — Billboard Hot 100                | 1               |
| Estados Unidos — Mainstream Top 40 (Billboard)    | 1               |
| Estados Unidos — Hot Dance Club Songs (Billboard) | 1               |
| Estados Unidos — Adult Top 40 (Billboard)         | 7               |
| Estados Unidos — Adult Contemporary (Billboard)   | 22              |
| Finlândia — Mitä hittiä                           | 1               |
| França — SNEP                                     | 2               |
| Grécia — Top 200 Airplay Chart (ΕΕΠΗ)             | 3               |
| Hungria — Single Top 40 (MAHASZ)                  | 2               |
| Irlanda — IRMA                                    | 1               |
| Israel — Media Forest                             | 1               |
| Itália — FIMI                                     | 2               |
| Japão — Japan Hot 100 (Billboard)                 | 1               |
| México — AMPROFON                                 | 7               |
| Noruega — VG-lista                                | 2               |
| Nova Zelândia — Recorded Music NZ                 | 1               |
| Países Baixos — Single Top 100                    | 1               |
| Polónia — Polish Airplay Top 100 (ZPAV)           | 1               |
| Portugal — AFP                                    | 1               |
| Reino Unido — UK Singles Chart (OCC)              | 3               |
| República Checa — Rádio Top 100                   | 8               |
| Rússia — Tophit Airplay Chart                     | 1               |
| Suécia — Sverigetopplistan                        | 1               |
| Suíça — Schweizer Hitparade                       | 1               |
| Ucrânia — FDR Top 40                              | 1               |
| União Europeia — Hot 100 Singles                  | 1               |
| País — Tabela musical (2012)                      | Posição de pico |
| Espanha — PROMUSICAE Airplay Chart                | 48              |

| País — Tabela musical (2011)                      | Posição |
| ------------------------------------------------- | ------- |
| Alemanha — Media Control Charts                   | 17      |
| Austrália — ARIA Charts                           | 8       |
| Áustria — Ö3 Austria Top 40                       | 13      |
| Bélgica (Flandres) — Ultratop                     | 31      |
| Bélgica (Valónia) — Ultratop                      | 23      |
| Bulgária — National Top 40                        | 10      |
| Canadá — Canadian Hot 100 (Billboard)             | 6       |
| Croácia — Airplay Radio Chart                     | 19      |
| Dinamarca — Track Top-40                          | 30      |
| França — SNEP                                     | 22      |
| Espanha — PROMUSICAE                              | 16      |
| Estados Unidos — Billboard Hot 100                | 18      |
| Estados Unidos — Mainstream Top 40 (Billboard)    | 28      |
| Estados Unidos — Hot Dance Club Songs (Billboard) | 23      |
| Estados Unidos — Adult Top 40 (Billboard)         | 29      |
| Hungria — Single Top 40 (MAHASZ)                  | 8       |
| Irlanda — IRMA                                    | 17      |
| Japão — Japan Hot 100 (Billboard)                 | 3       |
| Nova Zelândia — Recorded Music NZ                 | 14      |
| Países Baixos — Single Top 100                    | 28      |
| Roménia — Romanian Top 100                        | 91      |
| Suécia — Sverigetopplistan                        | 18      |
| Suécia — Swiss Music Charts                       | 12      |
| Reino Unido — UK Singles Chart (OCC)              | 14      |
| País — Tabela musical (2012)                      | Posição |
| Japão — Japan Hot 100 (Billboard)                 | 75      |

| Região — Associação (Vendas)                | Certificação        |
| ------------------------------------------- | ------------------- |
| Alemanha — BVMI (150 mil)                   | Ouro                |
| Austrália — ARIA (280 mil)                  | 4× Platina          |
| Bélgica — BEA (30 mil)                      | Ouro                |
| Dinamarca — FIIF (30 mil)                   | Platina             |
| Espanha — PROMUSICAE (20 mil)               | Platina             |
| Estados Unidos — RIAA (4 milhões e 100 mil) | 4× Platina          |
| França — SNEP (107 500)                     | —                   |
| Itália — FIMI (30 mil)                      | 2× Platina          |
| Japão — RIAJ (250 mil)                      | Platina (telemóvel) |
| Japão — RIAJ (1 milhão)                     | Diamante (PC)       |
| Noruega — FIIF                              | 6× Platina          |
| Nova Zelândia — Recorded Music NZ (15 mil)  | Platina             |
| Suécia — SRIA (200 mil)                     | 5× Platina          |
| Suíça — FIIF (30 mil)                       | Platina             |

## Histórico de lançamento

### Entrada nas rádios
| País           | Data                    | Estações de rádio                                     |
| -------------- | ----------------------- | ----------------------------------------------------- |
| Austrália      | 11 de Fevereiro de 2011 | Contemporary hit radio, airplay                       |
| Estados Unidos | 11 de Fevereiro de 2011 | Rhythmic contemporary                                 |
| Estados Unidos | 15 de Fevereiro de 2011 | Rhythmic contemporary airplay, Contemporary hit radio |

### Lançamento para comercialização
| País           | Data                    | Formato(s)                                |
| -------------- | ----------------------- | ----------------------------------------- |
| Mundo          | 11 de Fevereiro de 2011 | Download digital                          |
| Austrália      | 4 de Março de 2011      | CD single                                 |
| Japão          | 4 de Março de 2011      | Download digital do telemóvel             |
| Austrália      | 11 de Março de 2011     | Born This Way — The Remixes Part 1        |
| Nova Zelândia  | 11 de Março de 2011     | Born This Way — The Remixes Part 1        |
| Portugal       | 11 de Março de 2011     | Born This Way — The Remixes Part 1        |
| Reino Unido    | 11 de Março de 2011     | Born This Way — The Remixes Part 1        |
| Grécia         | 14 de Março de 2011     | Born This Way — The Remixes Part 1        |
| Estados Unidos | 15 de Março de 2011     | CD single                                 |
| Nova Zelândia  | 15 de Março de 2011     | CD single                                 |
| Canadá         | 15 de Março de 2011     | CD single                                 |
| Japão          | 16 de Março de 2011     | CD single, Download digital do computador |

| País           | Data                | Formato(s)                         |
| -------------- | ------------------- | ---------------------------------- |
| Polónia        | 18 de Março de 2011 | CD single                          |
| Austrália      | 25 de Março de 2011 | Born This Way — The Remixes Part 2 |
| Nova Zelândia  | 25 de Março de 2011 | Born This Way — The Remixes Part 2 |
| Portugal       | 25 de Março de 2011 | Born This Way — The Remixes Part 2 |
| Reino Unido    | 25 de Março de 2011 | Born This Way — The Remixes Part 2 |
| Canadá         | 29 de Março de 2011 | Born This Way — The Remixes Part 2 |
| Estados Unidos | 29 de Março de 2011 | Born This Way — The Remixes Part 2 |
| Austrália      | 5 de Abril de 2011  | Versão Country Road                |
| Estados Unidos | 5 de Abril de 2011  | Versão Country Road                |
| Nova Zelândia  | 5 de Abril de 2011  | Versão Country Road                |
| Portugal       | 5 de Abril de 2011  | Versão Country Road                |
| Reino Unido    | 5 de Abril de 2011  | Versão Country Road                |